# Cavalera Conspiracy
Cavalera Conspiracy — бразильско-американская метал-группа, образованная бывшими участниками бразильской группы Sepultura братьями Игорем Кавалерой (ударные) и Максом Кавалерой (ритм-гитара, вокал). На данный момент группа записала четыре студийных альбома — Inflikted (2008), Blunt Force Trauma (2011), Pandemonium (2014) и Psychosis (2017).

## Состав
| - Макс Кавалера — вокал, ритм-гитара (2007—наши дни) - Игорь Кавалера — ударные (2007—наши дни) - Игорь Амадеус Кавалера - бас-гитара (2022—наши дни) - Травис Стоун - соло-гитара (2023—наши дни) | - Джо Дюплантье — бас-гитара, вокал (2007—2008) - Джонни Чоу — бас-гитара (2008—2012, 2015—2016) - Нейт Ньютон — бас-гитара, вокал (2013—2015) - Марк Риццо — соло-гитара (2007—2021) - Тони Кампос — бас-гитара (2012—2014, 2016–2017) - Касарес, Дино — соло-гитара (2022) - Майк Леон (Mike Leon) — бас-гитара (2018—2023), соло-гитара (2017) - Дэниел Гонсалес – соло-гитара (2022–2023) |

## Дискография
- Inflikted (2008)
- Blunt Force Trauma (2011)
- Pandemonium (2014)
- Psychosis (2017)
- Morbid Visions (Перезаписан Cavalera Conspiracy) (2023)
- Bestial Devastation (Перезаписан Cavalera Conspiracy) EP (2023)
- Schizophrenia (Перезаписан Cavalera Conspiracy) (2024)